# داكوتا (إلينوي)
داكوتا (بالإنجليزية: Dakota, Illinois)‏ هي بلدة أمريكية تقع في الولايات المتحدة في إلينوي. يقدر عدد سكانها بـ 506 نسمة .